# Зв'язок (альбом)
Зв'язок! — касета гурту Воплі Відоплясова. Одна з численних збірок пісень гурту кінця 80-х років.

## Композиції
1. Зв'язок (2:19)
2. Білі плями (2:38)
3. Ты ушел (2:38)
4. Були деньки (2:08)
5. Гей Любо (3:05)
6. Колискова (4:06)
7. Краков'як рок (2:52)
8. Махатма (4:30)
9. Налягай (2:18)
10. Оля (2:12)
11. Полонина (2:32)
12. Апокаліпсис (2:12)
13. Абабаб (1:52)
14. Політрок (1:55)
15. Танці (2:19)